# Bonnie Elliott
Bonnie Elliott es una directora de fotografía australiana. Ha sido nominada y ganó numerosos premios AACTA en cinematografía, incluidos Spear (2015), Seven Types of Ambiguity (2017), H Is for Happiness (2019) y Stateless (2020).

## Biografía
Mientras estudiaba en la Universidad Tecnológica de Sídney, participó en la producción de películas estudiantiles y el drama adolescente Heartbreak High. El primer largometraje de Elliott fue My Tehran for Sale (2008). En los Sorta Unofficial New Zealand Film Awards de 2012, ganó el premio a Mejor fotografía de cortometraje por I'm the One.
En 2016, fue nominada al premio AACTA a la mejor fotografía por Spear en la 6.ª edición de los premios AACTA. En 2017, ganó el Premio AACTA a la Mejor Fotografía en Televisión por «Joe», el segundo episodio de Seven Types of Ambiguity.  David Stratton elogió la «fotografía atractiva» de Elliott en su reseña de Undertow (2018) en The Australian.
En 2020, en los 11.ª edición de los premios AACTA, fue nominada al premio AACTA a la mejor fotografía por H Is for Happiness, y ganó el premio AACTA a la mejor fotografía en televisión por «The Circumstances in Which They Come», la primera episodio de Stateless. El mismo año, Elliott ideó el concepto de #whoisinyourcrew, una campaña para promover la representación femenina en la cinematografía.
En 2021, tuvo tres nominaciones en la 11.ª edición de los premios AACTA: el premio AACTA a la mejor fotografía en televisión por «Everything's Gone», el segundo episodio de Fires, y el premio AACTA a la mejor fotografía en un documental por Freeman y Step into Paradise. De estos tres, solo ganó el primer premio. En la reseña de Comic Book Resources de Run Rabbit Run (2023), Josh Bell dijo que, como director de fotografía, Elliott trabaja con Daina Reid, la directora de la película, para «continuar creando imágenes impactantes incluso cuando la trama gira en círculos».

## Premios y nominaciones
| Año  | Título                                                      | Premio                                                                                 | Resultado | Ref.   |
| ---- | ----------------------------------------------------------- | -------------------------------------------------------------------------------------- | --------- | ------ |
| 2012 | I'm the One                                                 | Sorta Premio no oficial de cine de Nueva Zelanda a la mejor fotografía de cortometraje | Ganadora  | [ 2 ]  |
| 2016 | Spear                                                       | Premio AACTA a la mejor fotografía                                                     | Nominada  | [ 3 ]  |
| 2017 | Seven Types of Ambiguity, episodio: «Joe»                   | Premio AACTA a la Mejor Fotografía en Televisión                                       | Ganadora  | [ 11 ] |
| 2020 | H Is for Happiness                                          | Premio AACTA a la mejor fotografía                                                     | Nominada  | [ 5 ]  |
| 2020 | Stateless, Episodio: «The Circumstances in Which They Come» | Premio AACTA a la Mejor Fotografía en Televisión                                       | Ganadora  | [ 6 ]  |
| 2021 | Freeman                                                     | Premio AACTA a la Mejor Fotografía en un Documental                                    | Nominada  | [ 8 ]  |
| 2021 | Step into Paradise                                          | Premio AACTA a la Mejor Fotografía en un Documental                                    | Nominada  | [ 8 ]  |
| 2021 | Fires, episodio: «Everything's Gone»                        | Premio AACTA a la Mejor Fotografía en Televisión                                       | Ganadora  | [ 9 ]  |